# IK Tord
Der IK Tord ist ein schwedischer Fußballverein in Jönköping. Er ist für seine in den 1930er Jahren mehrere Spielzeiten in der Zweitklassigkeit spielende Mannschaft bekannt.

## Geschichte
Der IK Tord wurde 1919 in Jönköping gegründet. Zehn Jahre später stieg die Mannschaft erstmals in die drittklassige Division 3 Södra Mellansvenska auf und konnte sich im Mittelfeld der Tabelle etablieren. Anfang der 1930er Jahre scheiterte der Klub mehrmals nur knapp im Aufstiegskampf zur Division 2. 1932 wies man gegenüber dem punktgleichen Zweiten Motala AIF und ein Jahr später gegenüber Husqvarna IF einen schlechteren Torquotienten auf. Auch in den folgenden beiden Jahren platzierte sich die Mannschaft im vorderen Ligabereich, aber erst 1936 gelang mit dem Staffelsieg der Aufstieg in die zweite Liga.
In der Division 2 Östra verpasste IK Tord nur knapp den Durchmarsch in die Allsvenskan und belegte hinter Staffelsieger Hammarby IF den zweiten Platz. In der Folge ging es jedoch wieder abwärts und 1940 verpasste die Mannschaft hinter dem punktgleichen Finspångs AIK als Tabellenvorletzter den Klassenerhalt.
Als Staffelzweiter der Division 3 Södra Mellansvenska verpasste IK Tord hinter Waggeryds IK den direkten Wiederaufstieg. In den folgenden Jahren etablierte sich die Mannschaft im Mittelfeld der Liga, fiel aber 1947 einer Ligareform zum Opfer als im Zuge einer Konzentration als Tabellensechster der Klassenerhalt verpasst wurde.
1957 gelang die Rückkehr in die Drittklassigkeit, der der sofortige Wiederabstieg folgte. Zwei Jahre später stieg IK Tord abermals in die Division 3 Mellersta Götaland auf und wusste als Tabellenzweiter zu überraschen. In den folgenden Jahren gelangen Mittelfeldplätze, ehe 1966 der abermalige Abstieg erfolgte. In der Viertklassigkeit kam die Mannschaft nicht über den mittleren Tabellenbereich hinaus. In den 1970er Jahren pendelte IK Tord als Fahrstuhlmannschaft zwischen vierten und fünftem Spielniveau. Gegen Ende des Jahrzehnts stabilisierte sich der Klub in der vierten Liga und spielte um den Aufstieg zur dritten Liga, der 1981 gelang.
In der Division 3 Mellersta Götaland erreichte IK Tord Plätze im mittleren Tabellenbereich und qualifizierte sich 1986 für die nun drittklassige Division 2 Östra. 1989 gelangen nur noch fünf Saisonsiege in 26 Spielen und der Klub stieg abermals in die vierte Liga ab. Vier Jahre später wurde die Rückkehr in der Aufstiegsrunde hinter Åtvidabergs FF nur knapp verpasst und erst zwei weitere Jahre später erreicht. Nach Plätzen im hinteren Bereich etablierte sich IK Tord im neuen Jahrtausend in der Spitzengruppe der Liga. 2004 erreichte die Mannschaft nur noch einen Relegationsplatz und musste nach zwei Niederlagen gegen Tenhults IF in die Viertklassigkeit absteigen.
Als Zweiter der Division 3 Nordöstra Götaland überstand IK Tord 2005 eine Ligareform im vierten Spielniveau und wurde der Division 2 Mellersta Götaland zugeordnet. Zwischenzeitlich in die Fünftklassigkeit abgestiegen, kehrte der Klub am Ende der Spielzeit 2009 in die vierte Liga zurück.